# 아프가니스탄의 인구
아프가니스탄의 인구는 2006년에 3,000만명이상으로 구성되어 있다.
아프가니스탄은 다민족국가이다. 대부분의 민족이 파슈툰족이다. 타지크족은 아프가니스탄에서 두 번째로 큰 민족이다. 투르크멘인, 우즈베크인, 하자라족도 거주하고 있다. 대부분이 이슬람교를 믿는다.

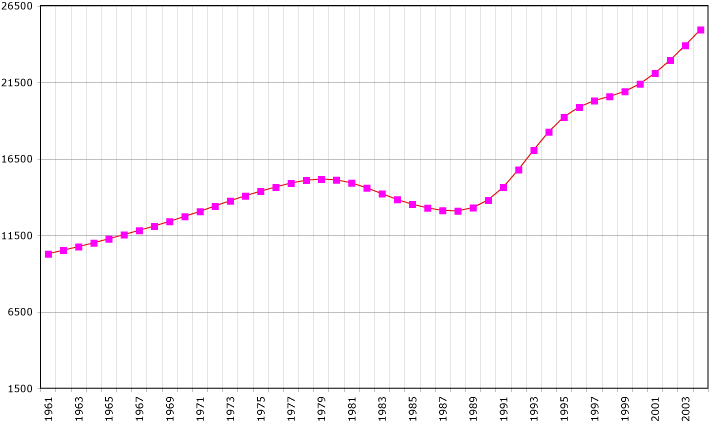
1961-2003 아프가니스탄의 인구. 단위는 천 명.

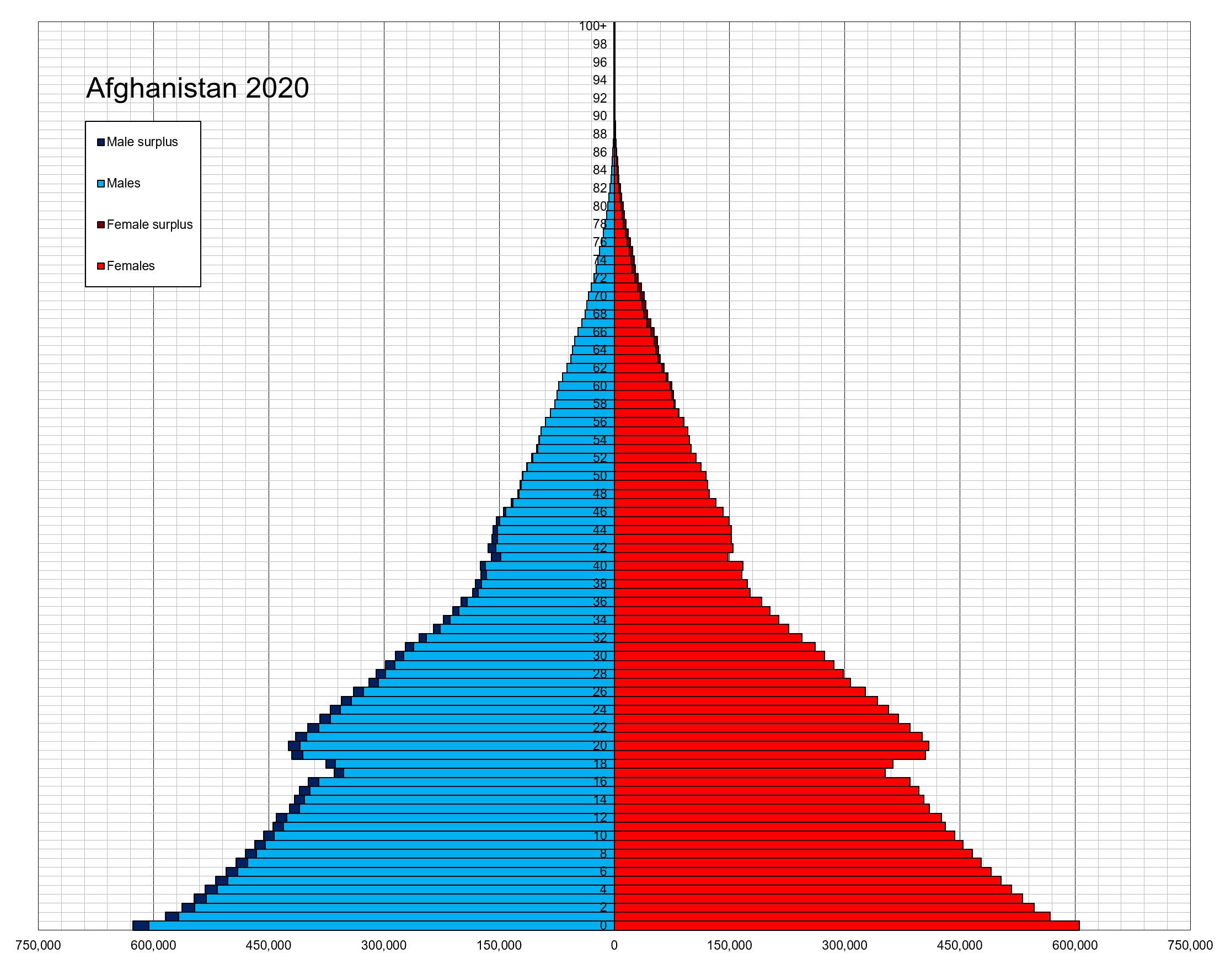
2020년 아프가니스탄의 인구 피라미드.

- 파슈툰족 — 42 %
- 타지크족 — 38 %
- 우즈베크인 — 8 %
- 하자라족 — 6 %
- 아이마크족 — 1 %
- 투르크멘인 — 2 %
- 발루치족 — 2 %
- 기타 — 4 %

도시에 거주하는 인구는 20%정도이다.

## 출산율과 출생률 통계
출처: 인구통계 건강조사 (DHS)
합계출산율 (TFR)과 조출생률 (CBR):
| 연도 | CBR (전체) | TFR (전체) | CBR (도시) | TFR (도시) | CBR (시골) | TFR (시골) |
| ---- | ---------- | ---------- | ---------- | ---------- | ---------- | ---------- |
| 2010 | 35.6       | 5.1        | 34.7       | 4.5        | 35.9       | 5.2        |
| 2015 | 36.8       | 5.3        | 35.8       | 4.8        | 37.1       | 5.4        |

행정구역별 합계출산율 (DHS 프로그램):
| 주           | 합계출산율 (2015) |
| ------------ | ----------------- |
| 카불주       | 4.6               |
| 카피사주     | 4.8               |
| 파르완주     | 5.7               |
| 바르다크주   | 4.2               |
| 로가르주     | 4.2               |
| 낭가르하르주 | 6.4               |
| 라그만주     | 7.3               |
| 판지시르주   | 3.2               |
| 바글란주     | 4.4               |
| 바미안주     | 5.4               |
| 가즈니주     | 2.8               |
| 팍티카주     | 5.3               |
| 팍티야주     | 5.2               |
| 호스트주     | 5.6               |
| 쿠나르주     | 6.8               |
| 누리스탄주   | 8.9               |
| 바다흐샨주   | 5.3               |
| 타하르주     | 5.7               |
| 쿤두즈주     | 4.4               |
| 사망간주     | 5.1               |
| 발흐주       | 5.5               |
| 사르이폴주   | 4.8               |
| 구르주       | 5.8               |
| 다이쿤디주   | 5.2               |
| 우루즈간주   | 8.8               |
| 자불주       | 5.1               |
| 칸다하르주   | 6.5               |
| 주즈잔주     | 3.9               |
| 파르야브주   | 6.2               |
| 헬만드주     | 4.7               |
| 바드기스주   | 6.6               |
| 헤라트주     | 4.8               |
| 파라주       | 5.4               |
| 님루즈주     | 5.4               |

## 유엔 인구 통계
출처: 유엔 세계인구전망 2019
| 아프가니스탄의 인구 | 아프가니스탄의 인구 | 아프가니스탄의 인구 | 아프가니스탄의 인구 | 아프가니스탄의 인구 | 아프가니스탄의 인구 | 아프가니스탄의 인구 | 아프가니스탄의 인구 |
| 1950                | 1970                | 1990                | 2000                | 2005                | 2010                | 2015                | 2019                |
| ------------------- | ------------------- | ------------------- | ------------------- | ------------------- | ------------------- | ------------------- | ------------------- |
| 775.2만 명          | ↗1117.4만 명        | ↗1241.2만 명        | ↗2078만 명          | ↗2565.4만 명        | ↗2918.6만 명        | ↗3441.4만 명        | ↗3804.2만 명        |

2019년 유엔 인구 통계
총인구: 3800만 명
15세 미만 인구: 42.5%
15~24세 인구: 21.9%
25~64세 인구: 33.1%
65세 이상 인구: 2.6%

1950-2017 아프가니스탄의 인구. 단위는 천 명.

노인 부양 가능 인구(65세 이상 노인 1명당 25~64세 노동 인구): 12.6명
인구 성장률: 2.6%
조출생률(인구 1000명당): 31.8명
합계출산율: 4.32명
조사망률(인구 1000명당): 6.3명
영아사망률(1살 미만 1000명당): 49명
유아사망률(5세 미만 1000명당): 64명
출생시 기대수명: 64.8세

## 미국 중앙정보국 월드 팩트북 인구 통계
출처: 미국 중앙정보국(CIA) 월드 팩트북.

### 인구
37,466,414명 (2021년 7월 추산)

### 민족
Pashtun, Tajik, Hazara, Uzbek, 기타 (소수의 Baloch, Turkmen, Nuristani, Pamiri, Arab, Gujar, Brahui, Qizilbash, Aimaq, Pashai, Kyrghyz 포함) (2015)

### 언어
아프간 페르시아어 또는 다리어 (공용어) 78% (다리어가 공용어로 기능), Pashto (공용어) 50%, Uzbek 10%, English 5%, Turkmen 2%, Urdu 2%, Pashayi 1%, Nuristani 1%, Arabic 1%, 발로치 1%, 기타 <1% (2017년 추산)

### 종교
무슬림 99.7% (수니파 84.7 - 89.7%, 시아파 10 - 15%), 기타 0.3% (2009년 추산)

### 성별 및 연령 구조
0-14세: 40.62% (남성 7,562,703/여성 7,321,646)
15-24세: 21.26% (남성 3,960,044/여성 3,828,670)
25-54세: 31.44% (남성 5,858,675/여성 5,661,887)
55-64세: 4.01% (남성 724,597/여성 744,910)
65세 이상: 2.68% (남성 451,852/여성 528,831) (2020년 추산)

### 부양비
총부양비: 88.8
유소년부양비: 75.3
노년부양비: 4.8
잠재적 부양률: 21 (2020년 추산)

### 중위 연령
전체: 19.5세
남성: 19.4세
여성: 19.5세 (2020년 추산)

### 인구 성장률
2.34% (2021년 추산)

### 출생률
36.08명/1,000명 (2021년 추산)

### 사망률
12.57명/1,000명 (2021년 추산)

### 순이동률
-0.1명/1,000명 (2021년 추산)

### 인구 분포
인구가 험준한 힌두쿠시산맥의 산기슭과 주변부에 밀집됨. 일반적으로 동쪽은 인구 밀도가 더 높은 반면 남쪽은 인구 밀도가 낮음.

### 도시화
도시 인구: 전체 인구의 26.3% (2021)
도시화 증감률: 연평균 3.34% 변화 (2020-25년 추산)

### 주요 도시 지역 - 인구
433.6만 명 카불 (수도) (2021)

### 성비
출생시: 1.05 남성/여성
0-14세: 1.03 남성/여성
15-24세: 1.03 남성/여성
25-54세: 1.03 남성/여성
55-64세: 0.97 남성/여성
65세 이상: 0.85 남성/여성
전체: 1.03 남성/여성 (2020년 추산)

### 산모의 평균 초산 연령
19.9세 (2015년 추산)

### 모성 사망률
638명/출산 100,000명 (2017년 추산)

### 영아 사망률
전체: 106.75명/출생 1,000명
남성: 115.21명/출생 1,000명
여성: 97.86명/출생 1,000명 (2021년 추산)

### 출생시 기대수명
전체 인구: 53.25세
남성: 51.73세
여성: 54.85세 (2021년 추산)

### 합계출산율
4.72명/여성 (2021년 추산)